# Социалистическая Федеративная Республика Югославия
Социалисти́ческая Федерати́вная Респу́блика Югосла́вия (СФРЮ) — государство, существовавшее в 1945—1992 годах в юго-восточной Европе, на северо-западе и центре Балканского полуострова. До 1963 года носила название Федеративная Народная Республика Югославия (ФНРЮ), в некоторых советских картах неофициально обозначалась как Югославский Союз Социалистических Республик (ЮССР). Являлась крупнейшим государством на Балканах, СФРЮ граничила с Италией и Австрией на северо-западе, с Венгрией на севере, с Румынией и Болгарией на востоке, с Грецией на юге, с Албанией на юго-западе.
До 1990 года в политической жизни страны господствовал тоталитарный, социалистический, однопартийный режим во главе с Союзом коммунистов Югославии. Тоталитарное правление югославских коммунистов и нарастающие этнические противоречия в конечном счете привели к кровавой борьбе балканских народов за независимость и распаду государства, начатом в 1991 году. В международных отношениях бо́льшую часть своей истории (после 1948 года) СФРЮ придерживалось политики неприсоединения.

## Физико-географическая характеристика

### Полезные ископаемые
Лидерство территории СФРЮ в Европе по запасам хромитов, бокситов, меди, свинца, цинка, сурьмы, ртути и редких металлов предопределило развитие в ней цветной металлургии.

### Климат
Югославия была неоднородна по природным и климатическим зонам:
- на севере страны климат умеренно континентальный.
- в низменностях и предгорьях плодородие почвы выше, чем в остальных частях страны;
- в горных районах (более 2/3 страны) климат более суровый, почвы малоплодородны;
- побережье и острова, находящиеся за горами, и тем самым не подверженные резким изменениям погоды, приходящим из Центральной Европы, характеризуются средиземноморским климатом.

## Население

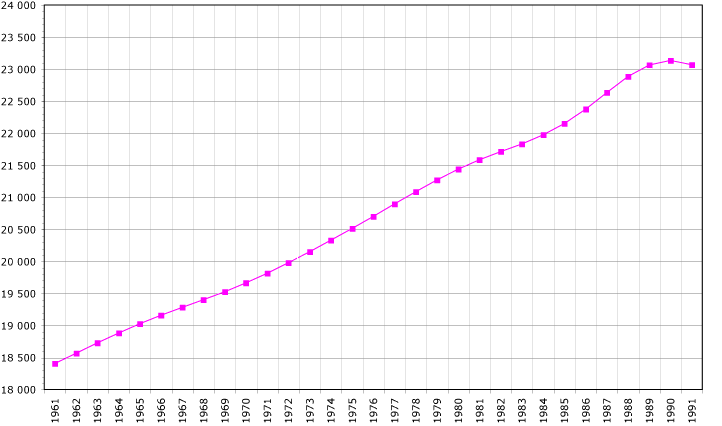
Население Югославии до 1991 года

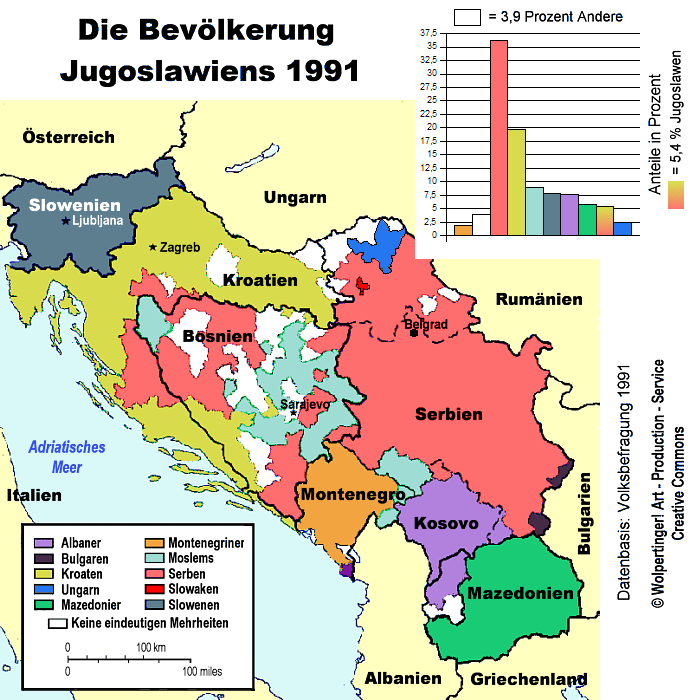
Карта народов, 1991 год

СФРЮ населяли в основном славянские народы, но в автономном крае Косово также проживали албанцы, а в автономном крае Воеводина существовало значительное венгерское меньшинство.
Большинство немецкого населения Югославии, компактно проживавшего в Воеводине, в Словении в районе города Кочевье и на границе с Австрией, покинуло страну после Второй мировой войны. Большинство итальянцев Истрии, Далмации и Черногории, также эмигрировали в 1944—1960 гг.
В СФРЮ было провозглашено существование отдельного черногорского народа, ранее считавшегося частью сербов, и отдельного македонского народа, в довоенной Югославии считавшихся частью сербского, а в остальном мире преимущественно частью болгарского народа. В 1944—1945 гг. был кодифицирован самостоятельный литературный македонский язык, ставший государственным в Македонии.
- 1948 — 15 772 098 человек (первая перепись после Второй мировой войны)
- 1953 — 16 936 573 человек
- 1961 — 18 549 291 человек
- 1971 — 20 522 972 человек
- 1981 — 22 424 711 человек
- 1991 — 23 528 230 человек (последняя перепись населения)

Страна состояла из шести республик:
- Словения (словенцы)
- Хорватия (хорваты, сербы)
- Босния и Герцеговина (боснийцы, сербы, хорваты)
- Сербия (сербы, албанцы, венгры, черногорцы)
  - Центральная Сербия (сербы)
  - Косово (албанцы, сербы, черногорцы)
  - Воеводина (сербы, венгры, словаки, румыны, хорваты)
- Черногория (черногорцы, сербы)
- Македония (македонцы, албанцы, турки)

Дети от смешанных браков народов Югославии чаще всего определяли себя как «югославы», на 1981 год в стране таких было 1 216 463 человек (5,4 %).
Изначально деление на республики не всегда совпадало с этническими границами. По переписи 1948 года практически моноэтничными были только две республики — Словения (из 1440 тыс. жителей республики 1350 тыс. были словенцами) и Черногория (из 377 тыс. жителей республики черногорцев было 362 тыс.).

## История

### Возникновение СФРЮ
В продолжение Второй мировой войны, с 6 апреля 1941 года, Королевство Югославия, полностью разгромленное и оккупированное к середине того же месяца силами стран «оси», рассматривалось странами Антигитлеровской коалиции как находящееся на их стороне борьбы, а его бежавшее из Белграда и обосновавшееся в Лондоне (Великобритания) королевское правительство в изгнании как законное правительство всей страны, включая и Хорватию, где 10 апреля было провозглашено Независимое государство Хорватия, союзное державам оси. С ноября 1943 года де-факто имело место двоевластие: королевское правительство в изгнании, от имени которого сражались сербские монархисты, и возглавляемые коммунистами «партизаны», начавшие вооружённую борьбу вскоре после нападения Германии на СССР (июнь 1941 года).
Освобождение Белграда (октябрь 1944) вынудило эмигрантское правительство пойти на контакт с партизанами Тито. 1 ноября 1944 года премьер-министр королевского правительства Шубашич и Тито заключили соглашение о формировании коалиционного кабинета министров, который был создан 7 марта 1945 года. Из 28 членов нового правительства 6 были бывшими королевскими министрами, а 9 коммунистами. Премьер-министром стал Тито. Коалиция просуществовала недолго — уже в августе — октябре 1945 года трое министров-оппозиционеров (включая Шубашича) подали в отставку. 11 ноября 1945 года прошли выборы в Народную скупщину (Народный фронт Югославии, где преобладали коммунисты Тито, получил все мандаты) и одновременно референдум, на котором большинство (6,5 млн избирателей) проголосовали за ликвидацию монархии в Югославии. 29 ноября того же года Народная скупщина провозгласила создание ФНРЮ, что было признано СССР 19 декабря 1945 года.

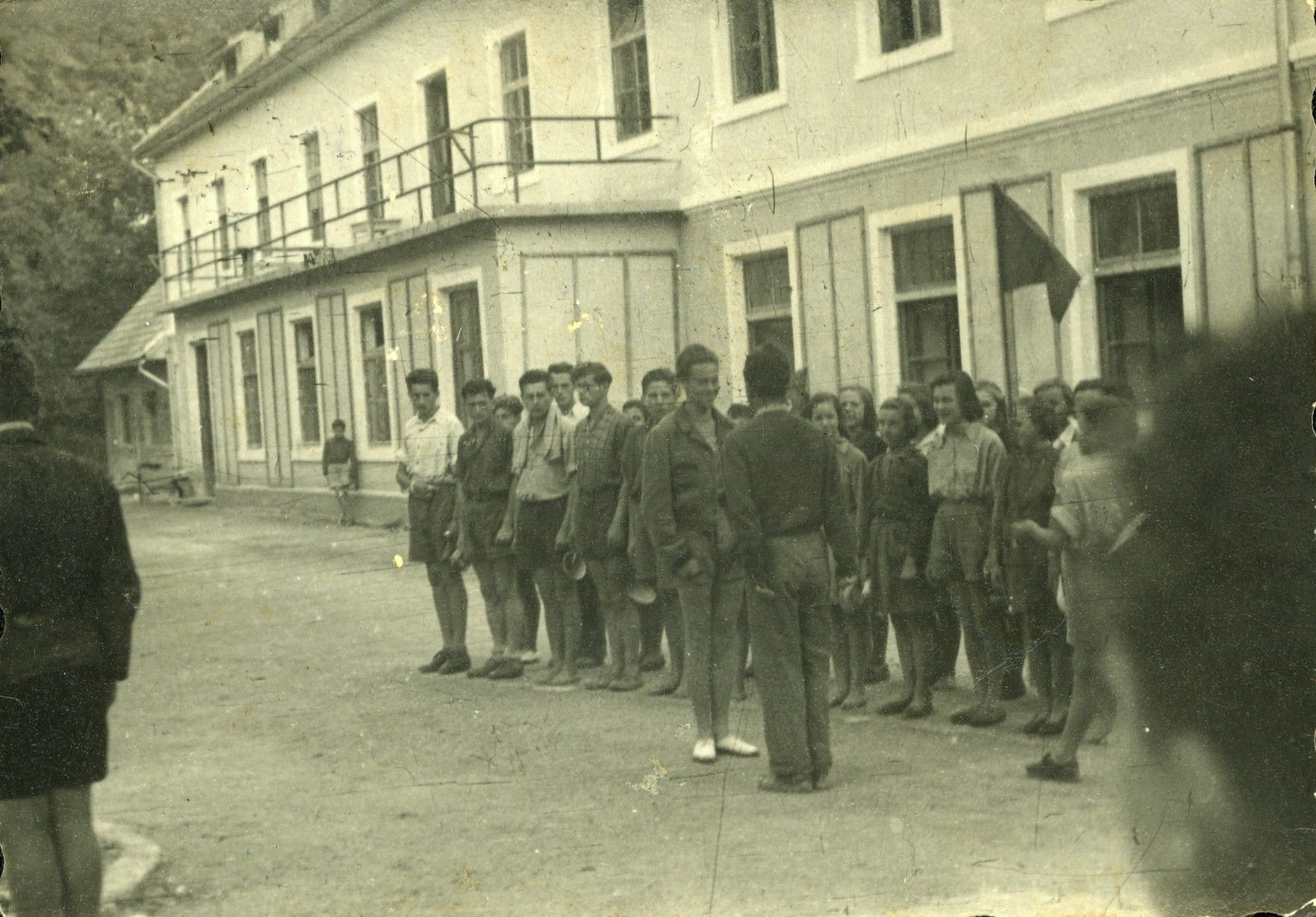
Молодёжная рабочая бригада, 1948 год

Преимуществом Тито был многонациональный состав его движения, тогда как другие движения были национальными. В качестве модели национального строительства в социалистической Югославии был избран федерализм. Это положение было отражено в постановлении II сессии Антифашистского Веча Народного Освобождения Югославии от 29 ноября 1946 года «Об образовании Югославии на федеративных началах». Законодательно федеративное устройство было закреплено в конституции 1946 года.
Экономическая и политическая системы послевоенной Югославии начинали строиться по советскому образцу, но советско-югославский конфликт, начавшийся в 1948 году, стал предпосылкой к трансформации строящегося уклада. После этого конфликта был принят закон, задавший тенденцию развития югославского общества на десятилетия вперёд — «Основной закон об управлении государственными хозяйственными предприятиями и высшими хозяйственными объединениями со стороны трудовых коллективов». Формально этот закон лишь давал право рабочим коллективам избирать рабочий совет, обладающий всей полнотой власти на предприятии, однако, с другой стороны, именно он открыл путь к децентрализации Югославии.
Следующим шагом на этом пути стал Закон «Об основах общественного и политического устройства Федеративной Народной Республики Югославии и о союзных органах власти», который закреплял принципы самоуправления и частично распространял их на политическую сферу. Заданный курс укрепили постановления 6-го съезда КПЮ, прошедшего в 1952 году, который установил, что в условиях новой общественно-политической системы, в основу которой положены принципы рабочего самоуправления, главной задачей партии является идейно-политическая работа по воспитанию масс. Эта формулировка была закреплена новым уставом СКЮ, принятым на этом съезде.
Курс на децентрализацию государства в общественном сознании укрепил ряд статей видного политического деятеля Милована Джиласа в газете «Борба», вышедших зимой 1953/54, где автор требует продолжения демократизации страны. Эти статьи взорвали общественное мнение, и, вероятно, отчасти поэтому взятый курс был продолжен, несмотря на некоторые сомнения в верховном руководстве страны.

### Социалистическая Югославия

Субъекты СФРЮ: 1. Босния и Герцеговина; 2. Хорватия; 3. Македония; 4. Черногория; 5. Сербия (5а — Автономный край Косово; 5b — Автономный край Воеводина); 6. Словения

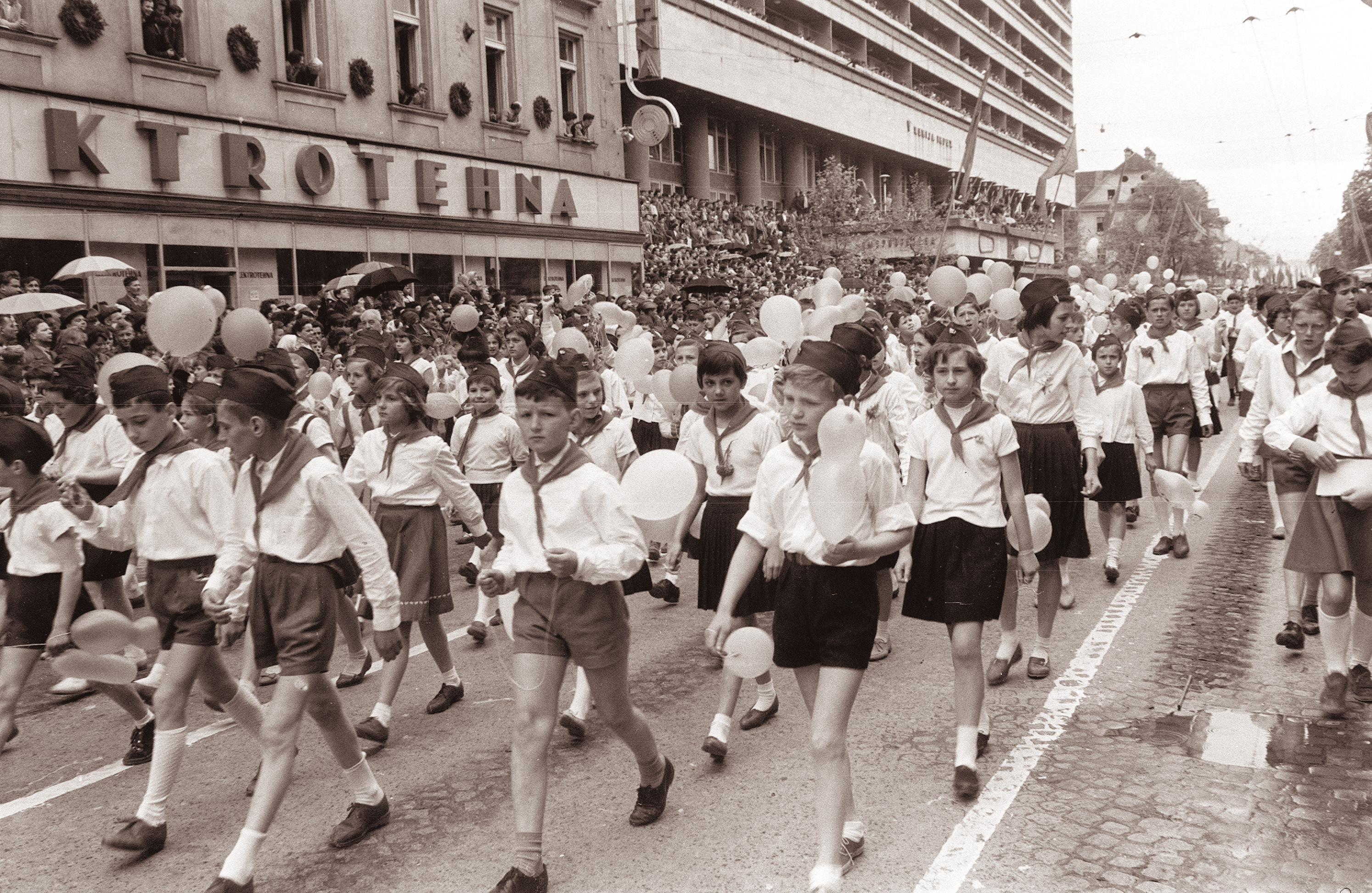
Первомайская демонстрация в Любляне, 1961 год

С принятием в 1963 году новой конституции государство получило новое название — Социалистическая Федеративная Республика Югославия (СФРЮ). Расширились права республик и краёв, они получили большую экономическую самостоятельность.
В Югославии постепенно нарастали социальные и национальные противоречия. В мае 1968 в Белграде прошли студенческие демонстрации под лозунгом «Долой красную буржуазию!». В ноябре 1968 прошли первые националистические демонстрации косовских албанцев в Косове. В 1971 году в Хорватии возникло движение, ставившее своей целью расширение прав Хорватии в федерации, а также проведение демократических и экономических реформ (так называемая Хорватская весна). Но демонстрации хорватов разгонялись, последовали чистки среди партийного руководства Хорватии и Сербии.
Принятая в 1974 новая конституция СФРЮ значительно расширила полномочия союзных республик и наделила такими же правами автономные края Сербии — Воеводину и Косово.
Национально-государственная реформа Тито привела к определённым успехам: стали постепенно забываться этнические чистки военных лет, в стране снизился накал межэтнических отношений. Руководство страны заявило о появлении новой наднациональной этнической общности — югославского народа. Количество людей, считающих себя по национальности югославами (как правило, это были люди, рождённые в смешанных браках), увеличивалось от переписи к переписи, к моменту распада Югославии их доля в населении страны превысила 5 %.
После смерти Тито в 1980 году в условиях экономических трудностей в 1981 году начался конфликт в Косове.

### Распад

Ввиду нарастающих национальных разногласий, по завещанию Тито, после его смерти пост единоличного главы государства был упразднён, а во главе страны стал Президиум, в котором теперь по очереди в течение одного года председательствовали представители всех республик и автономных краёв. Кратковременное экономическое чудо в середине 1980-х гг. закончилось стремительной инфляцией и развалом экономики, что привело к обострению отношений между экономически более развитыми Хорватией и Словенией и остальными республиками.
В 1990 году во всех шести республиках СФРЮ были проведены местные выборы. Победу на них всюду одержали националистические силы.
В ходе гражданской войны и распада от Большой Югославии в конце XX века отделились четыре из шести союзных республик (Словения, Хорватия, Босния и Герцеговина, Македония). Тогда же на территорию сначала Боснии и Герцеговины, а затем автономного края Косово были введены миротворческие силы ООН под руководством США. В Косове согласно мандату ООН по урегулированию межэтнического конфликта между сербским и албанским населением США и их союзники обеспечили прекращение конфликта и переход Косова под протекторат ООН. Тем временем Югославия, в которой в начале XXI века оставалось две республики, превратилась в Малую Югославию (а затем Сербию и Черногорию). После проведения референдума о независимости в Черногории в 2006 году Сербия и Черногория стали независимыми государствами.

## Внешняя политика
Внешняя политика СФРЮ была построена на лавировании между советским и американским блоками. Потому периоды улучшения отношений с Москвой совпадали с ухудшением отношений с Вашингтоном. До 1948 года Белград близок СССР, но в период разрыва отношений с Москвой (1949—1955) Югославия сблизилась с США и даже заключила союзный договор с проамериканскими режимами Турции и Греции. Договор предполагал, что нападение на одну из этих стран будет рассматриваться как нападение на все три страны. После смерти Сталина, с 1955 года отношения Югославии с СССР вновь улучшились: был списан югославский долг, разорваны отношения с Израилем и ФРГ. Однако Тито, как и румынский лидер Чаушеску, осудил ввод войск ОВД в Чехословакию. Всё это привело к тому, что Белграду оказывали помощь как США, так и СССР. Сама же СФРЮ не стала членом Организации Варшавского договора, а напротив, в противовес и ей, и НАТО создала Движение неприсоединения. В годы правления Тито Югославия выполняла роль посредника между Западом и маоистским Китаем, полпотовской Камбоджей.

### Несостоявшаяся «Великая Югославия»
В первые послевоенные годы Тито предполагал создание «Великой Югославии» в рамках реализации планов организации Балканской Федерации, рассматривавшихся им совместно со Сталиным и Димитровым.
Тито рассчитывал сформировать социалистическую федерацию с центральной властью Белграда из территории «Первой Югославии», а также Болгарии и Албании в качестве федеративных республик.
Вначале были созданы югославо-албанский и югославо-болгарский экономическо-таможенные союзы с интеграцией албанской экономики в югославскую, однако затем ни Великая Югославия, ни хотя бы присоединение к Югославии Албании реализованы не были ввиду возникших разногласий с руководством Албании и Болгарии, а затем и разрыва со Сталиным.

### Советско-югославские отношения
СССР признал ФНРЮ 19 декабря 1945 года, раньше, чем США. В 1946—1947 годах Москва оказывала значительную экономическую и военную помощь Югославии, заняла ключевые позиции во внешней торговле ФНРЮ.
Но в 1948 году у руководителей Компартии Югославии произошло разногласие со Сталиным по вопросу о включении Югославии в Балканскую федерацию и затем произошёл разрыв межгосударственных и межпартийных связей с СССР. В 1949 г. советское руководство разорвало Договор о дружбе, взаимной помощи и послевоенном сотрудничестве с Югославией. Началась пропагандистская кампания, направленная на дискредитацию югославского руководства. Утверждалось, что в Югославии существует «антикоммунистический полицейский режим фашистского типа». Официальные советские издания писали в этот период о «кровавой клике Тито-Ранковича», а также публиковали карикатуры на Тито, на которых его образ был выполнен по советским карикатурным канонам периода Великой Отечественной войны, сложившимся в отношении изображений Геринга; по некоторым данным, советские спецслужбы готовили покушение на Тито, отменённое из-за смерти Сталина.
После восстановления двусторонних дипотношений в 1950-е годы Белград вновь получил экономическую помощь от Москвы и даже были списаны долги Югославии СССР. В дальнейшем Югославия считалась в советской пропаганде социалистической страной, но не входила в ОВД, а в СЭВ имела лишь статус наблюдателя. Например, Югославия в 1967 году, в арабо-израильском конфликте поддержала, как и СССР, Египет и разорвала отношения с Израилем. Белград даже согласился предоставить свою территорию для транзита советского оружия в Египет. Однако Тито осудил ввод советских войск в Венгрию в 1956 году и сил ОВД в Чехословакию в 1968 году.

### Американско-югославские отношения
Провозглашение ФНРЮ было настороженно встречено в Вашингтоне из-за того, что новый режим стал изначально коммунистическим и близким СССР. 22 декабря 1945 года официальный представитель США сделал заявление о признании ФНРЮ, но с оговоркой, в духе американской пропаганды, чтобы «установление дипломатических отношений с существующим в Югославии режимом не было интерпретировано как одобрение его политики, используемых методов контроля за населением, и невыполнение гарантий личной свободы, обещанной югославским гражданам». В дальнейшем было разъяснено, что это признание де-факто, а де-юре ФНРЮ будет признана только, если Белград даст гарантии выполнения своих международных обязательств. Титовский режим согласился и уже 2 апреля 1946 года власти ФНРЮ признали обязательства всех прежних югославских правительств. В ответ США признали ФНРЮ де-юре 16 апреля 1946 года.
Тем не менее, американско-югославские отношения уже в 1946—1947 годах оказались на грани разрыва. США дважды официально выступили в поддержку лидера четников Михайловича, которого титовские власти в 1946 году арестовали, судили и расстреляли. Вашингтон настаивал на том, чтобы были допрошены в качестве свидетелей по этому делу американские летчики, спасенные четниками. 1946 год прошел в шпионских скандалах между Белградом и Вашингтоном. В 1946 году в Югославии были арестованы 10 сотрудников ЮНРРА по обвинению в разведывательно-подрывной работе. В августе того же года ВВС Югославии сбили один американский военно-транспортный самолёт (весь его экипаж погиб) и принудительно посадили второй, который незаконно вторгся в воздушное пространство страны. 15 июля 1946 года при пересечении югославско-австрийской границы был задержан американский военнослужащий Р. Стокел. В том же году три американских дипломата в Югославии были объявлены персонами нон грата и высланы. Наконец, 31 декабря 1946 года — 4 января 1947 года в Белграде прошел суд над 8 югославами по обвинению в шпионаже в пользу США. О серьёзности намерений югославской стороны говорил тот факт, что трое из осуждённых (в том числе переводчик американского посольства) были казнены уже 14 января 1947 года. С мая 1947 года в Вашингтоне шли трудные американско-югославские переговоры.
Тем не менее, спонсируемая по большей части американцами ЮНРРА в 1945—1947 годах оказала Белграду значительную экономическую помощь на сумму 415,6 млн долларов.
Конфликт с Москвой привёл в 1948 году к резкому улучшению американско-югославских отношений, которые из конфликтных стали почти союзническими. Через три недели после того, как Коминформбюро опубликовало резолюцию с критикой компартии Югославии, правительства США и ФНРЮ подписали в Вашингтоне 19 июля 1948 года пакет соглашений об урегулировании претензий по ряду вопросов. Вашингтон вернул Белграду замороженные ранее активы Королевства Югославии стоимостью почти 47 млн долларов, а Белград выплатил компенсацию американским владельцам национализированной ранее в Югославии собственности на сумму в 17 млн долларов. После того, как Югославию в 1950 году поразила засуха, Конгресс США 29 декабря того же года принял закон «О чрезвычайной помощи Югославии», согласно которому только за период с 1 ноября 1950 года по сентябрь 1951 года США выплатили Югославии 70 млн 639 тыс. долларов. В 1951 году помощь Белграду оказывали также американские частные лица. 8 января 1952 года было заключено американо-югославское экономическое соглашение, согласно которому США обязались оказывать помощь Югославии, а Белград со своей стороны должен был принять ряд мер, в частности способствовать развитию промышленного и сельскохозяйственного производства на «здоровой экономической основе», а также развивать отношения с государствами, получавшими помощь по плану Маршалла и допустить на свою территорию специальную группу американского персонала.
Югославия получила в начале 1950-х годов от США также существенную военную помощь. Соглашение о военной помощи между США и ФНРЮ было подписано в Белграде 14 ноября 1951 года сроком на 1 год и предусматривало предоставление Югославии военно-технической помощи на сумму 60 млн долларов. Югославия также сблизилась с союзниками США — Тито ещё 10 июля 1949 года сделал заявление о закрытии границы для греческих партизан-коммунистов. 8 ноября 1950 года югославские власти вернули 57 пленных греков на родину, после чего между Югославией и Грецией были восстановлены дипломатические отношения. В 1954 году была урегулирована пограничная проблема с Италией путем раздела Свободной территории Триест.

Президент СФРЮ Иосип Броз Тито и президент США Р. Никсон с супругами на балконе Белого дома, 1971 год

В дальнейшем США оказывали значительную помощь Югославии, стремясь сохранить её единой и независимой от СССР. В 1984 году президент Рейган подписал Директиву «Политика США в отношении Югославии», в которой было сказано, что в интересах Запада существование единой, экономически развитой и сильной в военном отношении СФРЮ.

### Трудовая миграция
В силу довольно либерального миграционного законодательства, большое количество югославского населения работало за рубежом — в Западной Европе и Скандинавии. В 1970-е годы только военнообязанных югославов из числа резервистов (не считая женщин и лиц, освобождённых от несения военной службы) в западноевропейских странах работало на постоянной основе около миллиона человек. Из них 296 тыс. работали в ФРГ, ещё 700 тыс. работали в Швейцарии, странах Бенилюкса и скандинавских странах, — американское военное командование было озабочено вопросом их мобилизации и вывоза обратно в Югославию, которая рассматривалась как военный союзник НАТО, в случае обострения военной ситуации в Европе, поскольку личного состава Бундесвера и войск НАТО по мнению американских стратегов было мало для потенциально возможного вооружённого конфликта с СССР.

## Внутриполитическое развитие
В СФРЮ была сформирована однопартийная система. Единственной правящей партией был Союз коммунистов Югославии (СКЮ; до 1990 года, когда в республиках прошли выборы на многопартийной основе), а оппозиция подавлялась. СКЮ отличался от КПСС тем, что для приёма в него не нужен был «кандидатский стаж», а в государственных органах Югославии в начале 1950-х годов были упразднены первичные партийные организации. Тем не менее в зависимости от СКЮ находились общественные организации — Социалистический союз трудового народа Югославии (Социјалистички савез радног народа Југославије, до 1953 года — Народный Фронт Югославии (Народни фронт Југославије), до 1945 года Народно-освободительный фронт (Јединственни народноослободилачки фронт Југославије)) включал в себя Союз социалистической молодёжи Югославии (Савез социјалистичке омладине Југославије) (до 1962 года — Народная молодёжь Югославии (Народна омладина Југославије))(молодёжная секция СКЮ), Антифашистский фронт женщин (Антифашистички фронт жена) (женская секция СКЮ), Союз профсоюзов Югославии (Савез синдиката Југославије) (профцентр СКЮ) (до 1948 года — Единые профсоюзы рабочих и работников Югославии (Јединственни синдикати радника и намештеника Југославије)), Союз объединений борцов народно-освободительной войны (Савез удружења бораца Народноослободилачког рата Југославије). В 1953 году был принят новый устав Народной молодежи Югославии, согласно которому организация формально не подчинялась Союзу коммунистов Югославии.
Югославские оппозиционные группы можно разделить на демократические и националистические (сербские четники, хорватские усташи и прочие). Многие оппозиционные группы поддерживали контакты с эмигрантскими кругами, чему, вероятно, способствовал свободный выезд граждан Югославии за рубеж.

### Демократическая оппозиция
Демократическая оппозиция в начале 1950-х годов была объединена в Лондоне в Югославский народный комитет, который возглавлял Слободан Йованович. Эта организация издавала до 1958 года периодическое издание «Порука». В Париже выходил либеральный журнал «Наше теме». В 1958 году в Югославии была осуждена по обвинению в подготовке насильственного свержения власти группа (Б. Крекич, Д. Странякович, А. Павлович и М. Жуйович), членов которой титовские власти обвинили в связи с четниками, хотя возможно они относились к демократической оппозиции. В ноябре 1968 года М. Никезич, имевший либеральные взгляды, возглавил Союз коммунистов Сербии, но уже в октябре 1972 года он ушел в отставку и был осужден как носитель чуждой идеологии.

### Националисты
Наиболее заметными в СФРЮ были, пожалуй, албанские, сербские и хорватские националисты, волна выступлений которых пришлась на 1960-е — начало 1970-х годов. В 1968 году произошли волнения албанцев в Косове и в македонском Тетове, а в 1969 году демонстрации школьников с албанскими флагами и портретами Скандербега прошли в черногорском Ульцине. Вскоре после смерти Тито, в 1981 году в Косове вновь прошли беспорядки среди албанского населения.
В 1972 году националистические волнения охватили Хорватию. После этого была закрыта местная влиятельная организация Матица хорватская, в 1972 году под суд отданы 947 рядовых коммунистов, 741 человек исключен из СКЮ.
Сербский национализм был очень силен среди сербской интеллигенции, которая тяжело пережила отставку в 1966 году главы Службы безопасности А. Ранковича, а также расширение полномочий автономных краев Косово и Воеводины. В начале 1980-х годов сербский национализм выражался в критике памяти И. Тито. Во главе с известным писателем Д. Чосичем, имевшим репутацию опального (хотя его книги печатались относительно свободно) был создан Комитет по защите свободы мысли и высказываний, причем представители словенской и хорватской интеллигенции отказались входить в эту организацию. Югославские власти реагировали на проявления сербского национализма в этот период исключением националистов из университетов, а также небольшими тюремными сроками. Например, в апреле 1984 года были арестованы 24 сербских интеллектуала, но перед судом предстали только шестеро, причем все они вскоре были отпущены на свободу.

## Административное деление
СФРЮ состояла из социалистических республик (до 1963 года — народных республик); кроме того, в составе Сербии имелись два социалистических автономных края (до 1963 года — автономных областей).
| Официальное название | Столица   | Флаг   | Герб | Площадь, км² | Население, тыс. чел (на 30 июня 1976) |
| --- | --------- | ------ | ---- | ------------ | ------------------------------------- |
| Социалистическая Республика Босния и Герцеговина | Сараево   |        |      | 51 129       | 4021                                  |
| Социалистическая Республика Македония | Скопье    |        |      | 25 713       | 1797                                  |
| Социалистическая Республика Сербия | Белград   |        |      | 88 361       | 8843                                  |
| Социалистический автономный край Воеводина | Нови-Сад  | 21 506 | 1989 |              |                                       |
| Социалистический автономный край Косово | Приштина  | 10 887 | 1429 |              |                                       |
| Социалистическая Республика Словения | Любляна   |        |      | 20 251       | 1782                                  |
| Социалистическая Республика Хорватия | Загреб    |        |      | 56 538       | 4514                                  |
| Социалистическая Республика Черногория | Титоград* |        |      | 13 812       | 563                                   |
| \| Федеративное устройство Социалистической Федеративной Республики Югославия СР Босния и Герцеговина СР Македония СР Сербия СР Словения СР Хорватия СР Черногория САК Воеводина САК Косово БЕЛГРАД Загреб Сараево Любляна Скопье Титоград Нови-Сад Приштина \| |           |        |      |              |                                       |
| Федеративное устройство Социалистической Федеративной Республики Югославия СР Босния и Герцеговина СР Македония СР Сербия СР Словения СР Хорватия СР Черногория САК Воеводина САК Косово БЕЛГРАД Загреб Сараево Любляна Скопье Титоград Нови-Сад Приштина       |           |        |      |              |                                       |

* Ныне — Подгорица
Народные республики делились на области (област) (до 1963 года), области на уезды (срез) (до 1967 года), уезды на города (градова) и сёла (села) (с 1963 года — общины (општине)), крупные города на городские районы (градских реона).
Представительные органы республики — республиканские собрания (до 1963 — народные собрания), каждое из которых состояло из совета объединённого труда (до 1974 года — хозяйственного совета, культурно-просветительского совета, социально-здравоохранительного совета, организационно-политического совета (до 1968 года), до 1963 года — советы производителей), избиравшегося советами объединённого труда общин, совета общин (до 1967 года), избиравшегося общинными собраниями, и общественно-политического совета (до 1968 года — республиканского совета), избиравшегося общественно-политическими советами общин (до 1963 года — избирались населением), главы республик — президиумы (до 1974 года — председатели республиканских собраний, до 1953 года — президиумы народного собрания), исполнительные органы республик — исполнительные советы (до 1953 года — правительства).
Представительные органы областей — областные народные комитеты, избирались населением, в которые в 1953—1963 гг. входили советы производителей, исполнительные органы областей — председатели областных народных комитетов (до 1953 года — исполнительные комитеты областных народных комитетов), избирались областными народными комитетами.
Представительные органы уездов — уездные собрания (до 1963 года — уездные народные комитеты), избиравшиеся общинными скупщинами (до 1963 года — уездными народными комитетами), каждое из которых состояло из уездного совета и совета трудовых содружеств, исполнительные органы уездов — председатели уездных собраний (до 1963 года — председатели уездных народных комитетов, до 1953 года — исполнительные комитеты уездных народных комитетов).
Представительные органы общин — общинные собрания (до 1963 года — сельские народные комитеты и городские народные комитеты), каждое из которых состояло из совета объединённого труда (до 1974 года — советы трудовых содружеств, до 1963 года — советы производителей), избиравшегося трудовыми коллективами, совета местных содружеств, избиравшегося коллективами по месту жительства, и общественно-политического совета (до 1968 года — общинные советы), избиравшегося гражданами из числа кандидатов предложенных общественно-политическими организациями (до 1963 года избирались населением), исполнительные органы общин — советы общины (до 1974 года — председатели общинных собраний, до 1963 года — председатели сельских народных комитетов и председатели городских народных комитетов).

## Вооружённые силы
Вооружённые силы СФРЮ состояли из Югославской народной армии (ЮНА), созданной в 1945 году на основе вооружённых формирований партизанской Народно-освободительной армии Югославии, и войск Территориальной Обороны. Югославская народная армия, в свою очередь, состояла из Сухопутных войск, Военно-морских сил и Военно-воздушных сил, объединённых с войсками противовоздушной обороны. Территориальная оборона представляла собой отдельный вид вооружённых сил.

## Конституция

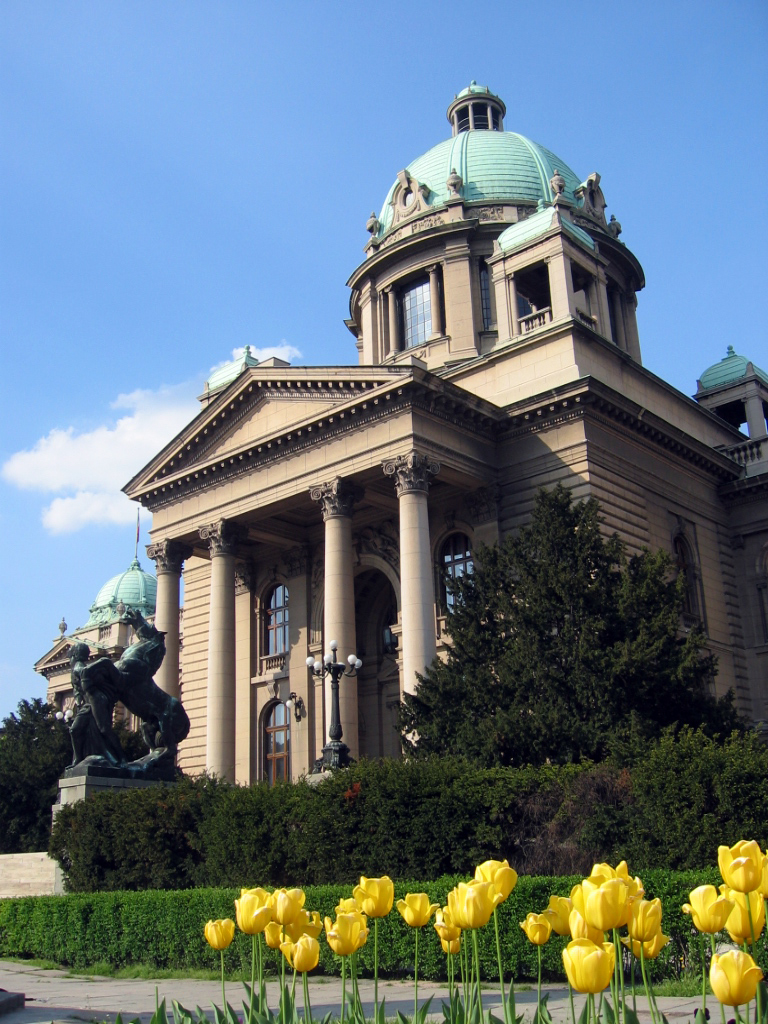
Бывшее здание Югославского Федерального Собрания

Союз коммунистов Югославии выиграл первые выборы, оставшись у власти на всей территории страны. Он состоял из отдельных коммунистических партий в каждой из союзных республик. Участник реформы в своей политической позиции через участника съездов, в котором делегаты от каждой республики были представлены на голосование, последняя из которых состоялась в 1990 году.
В 1946—1953 гг. высшим органом государственной власти являлось Народное Собрание (серб. Народна скупштина), состоявшее из двух палат — Народного Вече (серб. Веће народа) и Союзного Вече (серб. Савезно веће — и избиравшееся народом). Постоянно действующий орган Народного Собрания — Президиум Народного Собрания (серб. Президијум Народне скупштине). Высший исполнительно-распорядительный орган — Правительство (серб. Влада) — формировалось Народным Собранием. В Народных Собраниях всех созывов преобладали члены Коммунистической партии Югославии. Территория Югославии делилась на народные республики, народные республики на области (серб. области), области на округа (серб. округа), округа на города (серб. градова) и сёла (серб. села). Местными органами государственной власти являлись народные комитеты, местными исполнительно-распорядительными органами — исполнительные комитеты, формируемые народными комитетами. Судебные органы — Верховный суд (Врховни суд) (избирался Народным Собранием), верховные суды республик (врховни судови република) (избирались народными собраниями республик), верховные суды автономных областей (врховни судови аутономних покрајина) (избирались народными собраниями автономных областей), окружные суды (окружни судови) (избирались окружными народными комитетами), уездные суды (срески судови) (избирались уездными народными комитетами).
В 1952 году в народных комитетах были созданы вторые палаты — советы производителей, а в 1953 году советы производителей были созданы в народных собраниях республик и в Народном Собрании ФНРЮ, которое было переименовано в Федеральное Народное Собрание, роль Совета наций была сведена до группы депутатов, Президиум Народного Собрания был упразднён, была введена должность Президента, Правительство было переименовано в Союзный исполнительный совет, Коммунистическая партия Югославии была переименована в Союз коммунистов Югославии.
В 1963 году была принята новая Конституция, провозглашавшая высшим органом государственной власти Федеральное Собрание, состоящее из 5 палат — Союзного совета, Хозяйственного совета, Просветительно-культурного совета, Социально-здравоохранительного совета, Организационно-политического совета, а с 1967 года добавилась шестая — роль полноценной палаты вернулась к Совету наций, высшими органами государственной власти социалистических республик стали собрания социалистических республик, состоявшие из Республиканского совета, Хозяйственного совета, Просветительно-культурного совета, Социально-здравоохранительного совета и Организационно-политического совета, общинные народные комитеты были переименованы в общинные собрания (општинска скупштина), каждое из которых состояло из общинного совета и совета трудовых содружеств, уездные народные комитеты в уездные собрания (среске скупштине), избираемые общинными собраниями, каждое из которых состояло из уездного совета и совета трудовых содружеств, области были упразднены, уездные суды были заменены общинными судами (општински судови) (избирались общинными собраниями).
В 1967 году был восстановлен Совет наций, на уровне республик были созданы советы общин, на уровне общин — советы местных содружеств, уезды были упразднены.
В 1968 году Союзный совет и Организационно-политический совет были объединены в Общественно-политический совет, республиканские советы и организационно-политические советы республик — в Общественно-политический совет республики, общинные советы были переименованы в общественно-политические советы общин.
В 1974 году была принята ещё одна конституция, согласно которой страна вернулась к двухпалатному законодательному органу — Собранию СФРЮ, состоящему из двух палат — Совета республик и краёв, избиравшегося собраниями республик и краёв, и Союзного совета, избиравшегося самоуправляющимися организациями, объединениями и общественно-политическими содружествами, восстанавливался коллективный глава государства, который теперь назывался Президиум СФРЮ, в него входили по одному представителю от каждой республики и каждого края, избираемому скупщиной республики или скупщиной края, при этом сохранялась и должность Президента, который являлся председателем Президиума СФРЮ. Президентом до своей смерти в 1980 году оставался Иосип Броз Тито, после смерти которого в 1980 году должность Президента была упразднена, его функции перешли к Председателю Президиума СФРЮ, избираемому Президиумом СФРЮ сроком 1 год. Исполнительным органом оставался Союзный исполнительный совет. Социалистическим республикам было дано право в одностороннем порядке выхода из состава Югославии. Каждая автономная провинция получала такое же право голоса, как и социалистические республики, но в отличие от них автономные провинции не могли в одностороннем порядке отделиться от Югославии. Представительными органами общин оставались общинные собрания, каждое из которых состояло из совета местных содружеств, избираемого территориальными объединениям гражданами по месту жительства (аналог уличкомов и домоуправлений в СССР), совета объединённого труда, избираемого трудовыми коллективами, и общественно-политического совета, избираемого гражданами из числа кандидатов, выдвинутых руководящими органами общественно-политических организаций.

## Экономика

### Общая характеристика
Уникальная планово-рыночная социально-экономическая модель СФРЮ была основана на следующих принципах:
- Свободный рынок товаров при отсутствии либеральной модели рыночных отношений применительно к труду и капиталу.
- Децентрализованная модель общественного управления экономикой с помощью системы взаимодействующих между собой объединённых организаций труда (ООТ), при практически полном отсутствии административного воздействия государства на экономику («деэтатизация» хозяйственной системы) и значительной автономии местных властей в сфере принятия экономических решений[36].

Югославские власти провели национализацию промышленности сначала в виде конфискации собственности врага, его пособников, а также отсутствующих лиц (это удалось сделать сравнительно легко, так как очень многие собственники сотрудничали с оккупантами или эмигрировали). Юридически национализация была оформлена законом, принятым 5 декабря 1946 года. В 1946 году были приняты законы об общегосударственном хозяйственном плане и государственных органах планирования.
Индустриализация Югославии потребовала значительных средств. Для этого власти по примеру сталинского СССР прибегли к государственным (народным) займам с населения. В 1948 году был объявлен народный заем в 3,5 млрд динаров, а в 1950 году — ещё на 3 млрд динаров. Первый пятилетний план был продлен (1947—1952 годы). Однако ускоренная югославская индустриализация была быстро остановлена. Принятые 28 сентября 1955 года исполнительным комитетом ЦК Союза коммунистов Югославии решения привели к прекращению строительства ряда ключевых промышленных объектов.
Теоретически такая модель означала контроль общества над экономикой и власть трудящихся над условиями и результатами своего труда. Данная экономическая модель была довольно успешной — рост промышленного производства в период 1952—1980 гг. в среднем составлял 9,1 % в год, однако в конце 1970-х — начале 1980-х гг. экономика Югославии пережила серьёзный кризис. Его причинами служили резкий рост цен на нефть на международном рынке, приведший к огромному дефициту нефтепродуктов, завышение планов развития экономики, для финансирования которых приходилось проводить «дефицитарную» эмиссию денег и привлекать внешние заимствования, что способствовало инфляции и вело к росту внешней задолженности, недостаточное финансирование науки, приводившее к необходимости импорта технологий из-за рубежа, а также низкий рост производительности труда и слабые темпы снижения издержек производства, что было вызвано чрезмерными государственными гарантиями, как бы «страхующими» рабочих и объединённые организации труда от ответственности за неэффективные экономические решения. Особенно тяжелым явлением стал внешний долг, который за 1970-е годы достиг колоссальных цифр. В 1971 году внешний долг Югославии составил 1,2 млрд долларов, в 1976 году он достиг 7,93 млрд долларов, в 1980 году он уже равнялся 20,0 млрд долларов. В 1980-е годы в стране существовала огромная увеличивающая год от года инфляция: рост цен составил 30 % в 1982 году, 80 % в 1985 году, 92 % в 1986 году, 167 % в 1987 году. К этому добавилась высокая безработица — 15 % на конец 1985 года.
Для СФРЮ была характерна заметная неравномерность развития регионов. В Югославии существовало официальное понятие «неразвитые территории», которые получали серьёзную помощь из федерального центра. К числу этих территорий относились как целые республики, так и их отдельные местности. Состав «неразвитых территорий» (недостаточно развитых республик) на протяжении 1947—1990 годов менялся, но в их перечень неизменно входили Македония (совр. Северная Македония) и Черногория. В число таких регионов также включались Косово (1957—1990 годы), Босния и Герцеговина (полностью в 1947—1957 и в 1965—1990 годах, а частично в 1961—1965 годах), некоторые районы Хорватии (в 1961—1965 годах) и Центральной Сербии (в 1961—1965 годах). При этом финансирование неразвитых территорий осуществлялось путем изъятия налогов из более развитых. Например, в 1952 году Сербия оставила для своих нужд 162,2 млрд динаров и передала в федеральный бюджет 152,2 млрд динаров, а Словения в том же году смогла оставить себе только 42,3 млрд и передала в федеральный бюджет 97,1 млрд динаров.

### Экономико-географическое положение
Югославия имела выгодное ЭГП:
1. Наличие крупной судоходной реки — Дуная
2. Наличие выхода к морю (однако доступ из отдалённых районов страны к морю затруднён из-за гор)
3. Большое число соседних государств с разными экономическими моделями:
  - государства социалистического блока (Албания, Болгария, Венгрия, Румыния)
  - капиталистические государства (Греция, Италия, Австрия)

Всё это позволяло быть Югославии своеобразным посредником между социалистическими странами и капиталистическим Западом. Так, на западные страны приходилось около 55 % торгового оборота страны.

### Структура занятости населения
В 1950-е — 1970-е годы резко изменилась структура занятости. Если в 1953 году в сельском хозяйстве было занято 60,9 % населения СФРЮ, то в 1979 году вдвое меньше — 29,3 %. При этом в стране была очень высокая безработица — в 1979 году она составила 15,52 %. Поэтому значительная часть югославов временно работала за границей в силу отсутствия рабочих мест на своей родине.

### Сельское хозяйство
В период своего становления Югославия была преимущественно аграрной страной. Уже в 1945 году Закон об аграрной реформе и колонизации предусматривал конфискацию всех земель банков, предприятий, религиозных обществ, а также частных землевладельцев (изымалась земля, превышавшая установленный максимум — 45 га общей площади или 35 га обрабатываемой площади). Половина изъятой земли была передана крестьянам (ветеранам войны, сиротам и другим незащищенным категориям), а на второй половине были созданы государственные сельскохозяйственные имения и крестьянские трудовые кооперативы. Конфискованная земельная собственность «врагов» (например, плодородные земли, отобранные у немцев Воеводины) была также разделена на две половины.
При переходе к социалистическому строю прошла коллективизация сельского хозяйства. Началом её стал II Пленум ЦК Компартии Югославии (28 — 30 января 1949 года), который предписал создать коллективные трудовые задруги, своеобразный аналог советских колхозов. На практике крестьян зачастую принудительно заставляли вступать в коллективные трудовые задруги. В ответ в 1950 году в Хорватии, Сербии, Македонии и Боснии прошли крестьянские беспорядки (Цазинский бунт, марш смедеревских крестьян на Белград и другие). Участников беспорядков наказали (в некоторых случаях смертной казнью), а Югославия долгое время оставалась импортером зерна (в 1951—1955 годах ежегодно в ФНРЮ ввозили 80 тыс. вагонов зерна). Югославские власти были вынуждены отказаться от ускоренной коллективизации. 30 марта 1953 года было опубликовано распоряжение «Об имущественных отношениях и реорганизации сельских трудовых задруг», которое разрешило крестьянам выходить из задруг. В итоге почти все задруги были распущены. В 1953 году в Югославии было 1258 задруг, в 1955 году — 896, в 1960 году — только 147. Впрочем даже на пике коллективизации основная часть земли не находилась в пользовании у задруг. Например, в 1951 году у задруг было 20 % обрабатываемых площадей, а в 1956 году осталось только 2 % обрабатываемых площадей.
Югославские власти не отказались совсем от коллективизации и практики изъятия излишков земли. 22 мая 1953 года был принят на союзном уровне Закон о сельскохозяйственном земельном фонде общенародной собственности и выделении земли сельскохозяйственным организациям, который предусматривал снижение разрешенного максимума частного землевладения. Теперь в частных руках могло находиться не более 10 га (больший участок разрешался только при плохом качестве земли и для семейных задруг). Для конфискованных по этому закону излишков земли создавался Фонд общенародной собственности. Всего было конфисковано у 66 459 частных хозяйств и передано в этот фонд 275 900 га «излишков».

#### Растениеводство
Наиболее распространены зерновые — пшеница и кукуруза, которые культивируются в основном в северных областях с наиболее плодородными почвами.
В Воеводине построена мелиоративная система Дунай — Тиса — Дунай, орошающая большие площади сельскохозяйственных земель.
Югославия имела самые большие в мире сливовые сады — 72 млн плодоносящих деревьев.
В южных районах (Македония и Герцеговина) выращивался табак.
В зоне со средиземноморским климатом (побережье Адриатического моря и острова) выращивались маслины, инжир, миндаль и другие субтропические культуры.

#### Животноводство
Животноводство было развито в меньшей степени.
Можно выделить две зоны животноводства в Югославии:
- разведение крупного рогатого скота и лошадей, свиноводство, птицеводство — на севере, так как эти направления животноводства традиционно распространены на территории распространения зерновых культур
- экстенсивное горно-пастбищное овцеводство — преобладает в горной местности Македонии и Черногории.

### Промышленность
Довоенная Югославия была преимущественно аграрной страной. Для создания югославской промышленности и инфраструктуры титовские власти в первые послевоенные годы создали ударные молодёжно-трудовые бригады, силами которых были построены более 500 объектов (металлургический комбинат в Никшиче, железная дорога Добой — Баня-Лука и другие).
К 1975 году на промышленность приходилось до 50 % ВВП.

#### Металлургия
Наличие руд цветных металлов определило развитие цветной металлургии в стране. Производство лёгких металлов тяготеет к источникам электроэнергии (крупный центр производства алюминия в Словении (у каскада ГЭС на реке Драве) и на побережье Адриатического моря).
Центром чёрной металлургии стала Босния и Герцеговина, где находился самый большой в Югославии металлургический комбинат (город Зеница).

#### Машиностроение
Основные центры машиностроения:
- Загреб
- Белград
- Любляна
- Марибор
- Крагуевац
- Мостар
- Сараево

Основными направлениями машиностроения в стране было производство:
- электротехнических изделий (в том числе и на экспорт)
- сельскохозяйственных машин
- транспорта
  - в том числе морские суда (в том числе и на экспорт) (основные центры — Риека и Сплит)
- В Югославии также выпускался широкий спектр военной техники и оружия, которое шло в том числе и на экспорт.

#### Химическая промышленность
Основные направления — переработка газа и нефти.

#### Лесозаготовкаидеревообрабатывающая промышленность
Основой лесной промышленности СФРЮ (главным образом лесозаготовительной, целлюлозно-бумажной) располагала СР Босния и Герцеговина; один из наиболее значительных районов деревообрабатывающей промышленности сосредоточен в Словении.

### Внешняя торговля
Экспортируемая продукция:
- продукция цветной металлургии
- машины и оборудование
- текстиль и обувь
- продовольствие
- мебель

Импортируемая продукция:
- промышленное сырьё
- машины
- минеральные удобрения

Экономические партнёры:
- Бо́льшая часть приходится на капиталистические страны (Италия, ФРГ, США, Великобритания)
- Более 1/3 внешней торговли приходится на страны социализма
- Также осуществлялась торговля с развивающимися государствами Африки и Латинской Америки

### Туризм
Туризм являлся одной из важных составляющих экономики Югославии. Так, страну посещало более 5 млн иностранных туристов в год (1975).
Страна богата рекреационными ресурсами — богатое историческое наследие края, благоприятный климат на побережье Адриатического моря, горный туризм.

### Поддержка недостаточно развитых регионов
Для поддержки неразвитых регионов был создан в 1952 году Общий инвестиционный фонд при Народном банке Югославии, который осуществлял кредитование инвестиций. В 1963 году ему на смену пришел Фонд Федерации для кредитования экономически недостаточно развитых республик и областей. Этот Фонд делил кредитные средства между Боснией и Герцеговиной, Македонией, Косово и Черногорией. Если в 1966—1970 годах главным заемщиком Фонда была Босния и Герцеговина, то затем им стало Косово. Например, в 1976—1980 годах Фонд выделил Косову 2847,6 тыс. динаров, в то время как Боснии и Герцеговине 2352,5 тыс. динаров, Македонии — 1662,9 тыс. динаров, Черногории — 831,5 тыс. динаров. Кредиты предоставлялись на длительный срок и под сравнительно небольшой процент. Например, Косово получало кредиты в 1966—1990 годах сроком на 15 — 19,5 лет под 2,1 — 9,0 % годовых. Кроме того, недостаточно развитые республики получали поддержку в других формах — например, в виде финансирования социальных служб (с 1971 года).

## Транспорт

### Железные дороги
Железные дороги получили широкое распространение в Югославии, особенно на севере страны. Длина ж/д сети составляла 10 тыс. км (из них 2,9 тыс. км электрифицированы).

### Автомобильный транспорт
Большую роль автомобильный транспорт играл в горной местности.
- Всего — 105 тыс. км[57].
  - Дороги с твёрдым покрытием — 45 тыс. км.
  - Без твёрдого покрытия — 60 тыс. км.

### Водный транспорт
Югославия имела развитый морской флот. Длина судоходных речных путей — св. 2 тыс. км. Крупнейшими морскими портами страны являлись Риека и Сплит.

#### Речное судоходство
Дунай — основная судоходная река.

## Религия
Новые коммунистические власти ориентировались изначально на установление атеизма и проводили политику подчинения всех религиозных обществ, ослабляя их влияние на югославское население. К моменту образования Югославии в ней преобладали три конфессии — православие (Сербия, Черногория, частично Босния, Македония и Хорватия), католицизм (Словения, основная часть Хорватии, отдельные районы Воеводины) и ислам (часть Боснии, Косово, а также некоторые районы Сербии и Черногории). Также приходилось учитывать, что католическая иерархия Югославии подчинялась Ватикану.
Уже в августе 1945 года Временная народная скупщина приняла Закон об аграрной реформе и колонизации, который предусматривал экспроприацию земель религиозных обществ. В ответ 20 сентября 1945 года католический епископат выпустил «пастырское письмо» к верующим, в котором осудил «безбожный материализм» и требовал вернуть религиозное образование и признать религиозный брак. В сентябре 1946 года был арестован титовскими властями и позже осужден к 16 годам лишения свободы за коллаборационизм глава хорватских католиков архиепископ А. Степинац. Глава словенских католиков, епископ Г. Рожман в мае 1945 года эмигрировал и был позже заочно осуждён по делу Рупника в августе 1946 года.

## Средства массовой информации

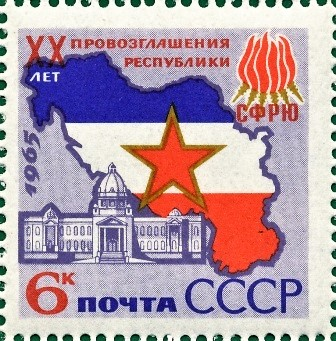
Почтовая марка СССР. 1965. 20-летие стран социалистического содружества. Югославия. Номер в каталоге ЦФА 3181

Единственная в стране телекомпания и единственная радиокомпания — Югославское радио и телевидение (Југословенска радио-телевизија / Jugoslovenska radio-televizija, JRT), имела радиоканалы:
- Београд 1
- Радио Београд 2/Радио Београд 3
- Радио Београд 202
- Radio Studio B

и телеканалы:
- ТВ Београд 1
- ТВ Београд 2
- ТВ Нови Сад
- ТВ Приштина
- TV Sarajevo 1Почтовая марка СССР. 1975. 30-летие стран социалистического содружества. Югославия.
- TV Sarajevo 2
- ТВ Скопjе 1
- ТВ Титоград 1

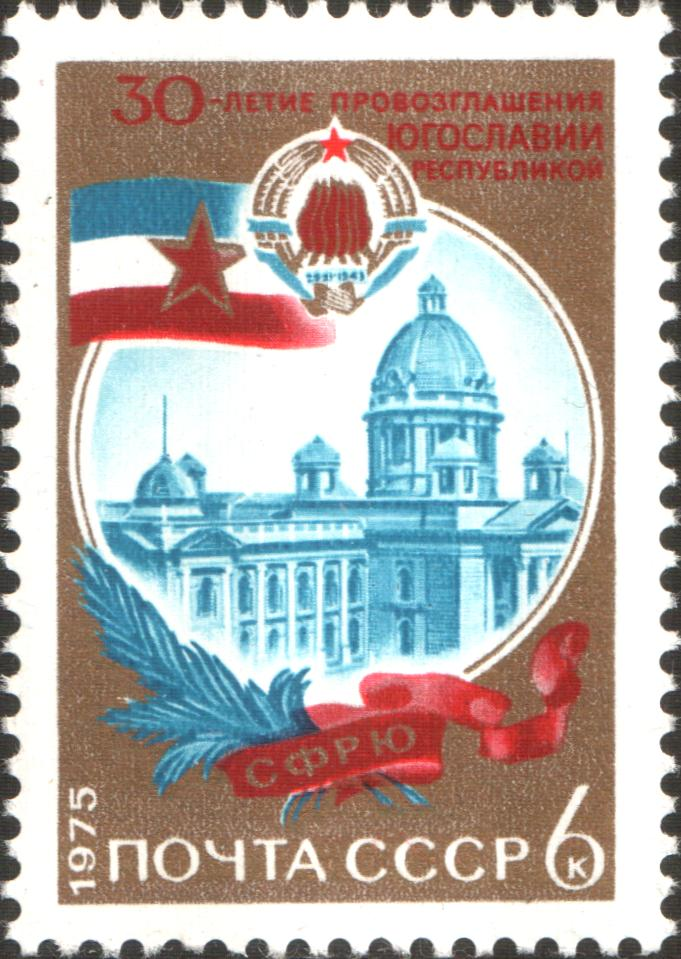
Почтовая марка СССР. 1975. 30-летие стран социалистического содружества. Югославия.

В 1983, 1987 и 1989 годах в югославских изданиях «Политика» и «Stop» печатались программы некоторых европейских теле- и радиоканалов из Австрии, Великобритании, Венгрии, Италии и ФРГ.
В Югославии, также как и в Болгарии, Венгрии и Чехословакии в социалистические времена вещание собственных радиостанций велось одновременно в FM- и УКВ-диапазонах, в отличие от СССР.

## Здравоохранение
За годы правления Тито были достигнуты значительные успехи в развитии медицины. Например, уровень младенческой смертности по СФРЮ в 1952—1979 годах сократился более, чем в 3 раза: со 105,1 человека на 1000 до 32,2 человек на 1000 человек.

## Культура
В СФРЮ сложилась интересная молодёжная рок-музыкальная культура, которая была известна в СССР. В 1961 году в Югославии возникли первые биг-бит-группы (SILUETE, BEZIMENI, SJENE, ISKRE, ELEKTRONI и DUBROVAČKI TRUBADURI). Рок-группы существовали по всей стране: в Хорватии (в Загребе и Сплите они появились в 1962 году), в Словении (одна из первых рок-групп Любляны JUTRO возникла в 1970 году), в Боснии (в Сараево в 1971 году возник бит-ансамбль JUTRO), в Косове (первая албаноязычная рок-группа BLUE STAR возникла в Приштине в 1964 году), в Македонии (BEZIMENI, ALEKSANDAR MAKEDONSKI) и, конечно, в Белграде (VAN GOGH, JUGOSLOVENI). В 1970-е годы музыкальные группы возникали не только в столицах республик СФРЮ, но и в небольших городах — Пуле, Бихаче, Риеке и других. Югославский рок был хорошо известен за рубежом. Например, загребский поп-рок-ансамбль SREBRNA KRILA дважды (в 1984 и 1988 годах) представлял СФРЮ на Евровидении. Однако Югославия была единственной социалистической страной, которая принимала участие в конкурсе песни «Евровидение», начиная с 1961 года.